# Wilhelm von Tegetthoff
Wilhelm von Tegetthoff (Marburg, 23 de dezembro de 1827 — Viena, 7 de abril de 1871) foi um almirante austríaco de origem eslovena.
Considerado um dos grande almirantes e teóricos da estratégia naval do século XIX, estudou na Escola Naval de Veneza (Marinecollegium). Participou da Guerra dos Ducados, onde ganhou a passagem a oficial general, e posteriormente, durante a guerra com a Itália, enfrentou, e saiu vencedor, a esquadra italiana da Batalha de Lissa (actual ilha de Vis, na Croácia) em 20 de Julho de 1866.
Faleceu devido à uma pneumonia.